# جوناثان ستانبري
جوناثان ستانبري (مواليد 8 مارس 1951) هو مبارز بالسيف من المملكة المتحدة، مثّل بلاده في الألعاب الأولمبية الصيفية 1984.

## روابط رياضية
جوناثان ستانبري على موقع أوليمبيديا (الإنجليزية)